# 平泉前沢インターチェンジ
平泉前沢インターチェンジ（ひらいずみまえさわインターチェンジ）は、岩手県西磐井郡平泉町平泉にある、東北自動車道のインターチェンジ。

## 道路
- E4 東北自動車道（35番）
- 接続する道路：国道4号

## 料金所
- ブース数：5

### 入口
- ブース数：2
  - ETC専用：1
  - 一般：1

### 出口
- ブース数：3
  - ETC専用：1
  - 一般：2

## 周辺
- いわゆる「平泉」の世界遺産
  - 中尊寺
  - 毛越寺
  - 観自在王院跡
  - 無量光院跡
  - 金鶏山
- 柳之御所遺跡
- 東北本線 平泉駅
- 奥州市牛の博物館

## 隣
E4 東北自動車道
(34)一関IC - 中尊寺PA上り - (34-1)平泉SIC - 中尊寺PA下り - (35)平泉前沢IC - 前沢SA - (35-1)奥州スマートIC - (36)水沢IC